# Tom Holert

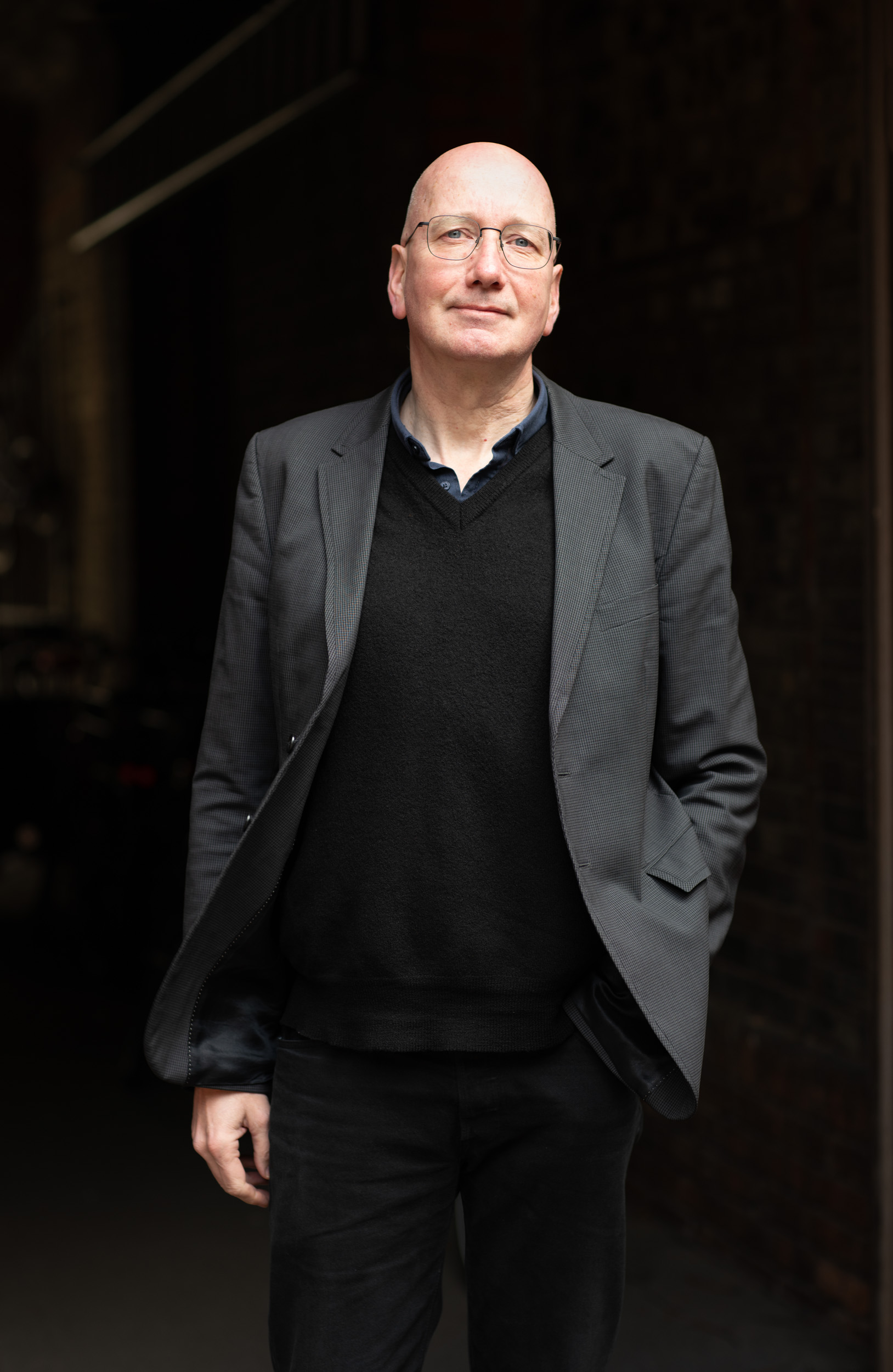
Tom Holert 2024

Tom Holert (* 1962 in Hamburg) ist ein deutscher Kunsthistoriker, Publizist, Kurator und Künstler. Er lebt und arbeitet in Berlin.

## Werdegang
Holert studierte Kunstgeschichte, Neuere deutsche Literaturwissenschaften und Philosophie in Hamburg. 1995 wurde er an der Johann Wolfgang Goethe-Universität in Frankfurt am Main in Kunstgeschichte mit der Dissertation Künstlerwissen: Studien zur Semantik künstlerischer Kompetenz im Frankreich des 18. und frühen 19. Jahrhunderts promoviert.
2000 gründete er mit Mark Terkessidis das Institute for Studies in Visual Culture (ISVC, 2000–2015). Von 1992 bis 1996 war er Redakteur von Texte zur Kunst (Köln), von 1996 bis 1999 Redakteur und Mitherausgeber von Spex (Köln). Vom Wintersemester 2006/2007 bis zum Sommersemester 2011 lehrte und forschte Holert an der Akademie der bildenden Künste Wien, mit Schwerpunkt auf Kunst als Wissensproduktion. Von 2012 bis 2017 war er Gründungsmitglied der Akademie der Künste der Welt in Köln. Im Herbst 2015 gründete er mit anderen in Berlin das Harun Farocki Institut. Mit seinem Sachbuch „ca. 1972“. Gewalt – Umwelt – Identität – Methode gewann er den Preis der Leipziger Buchmesse 2024.

## Schwerpunkte
Als Kunsthistoriker und Kunstkritiker orientiert sich Holert an sozialgeschichtlichen und poststrukturalistischen Ansätzen, dazu kommt seit den späten 1980er Jahren eine verstärkte Einbeziehung angloamerikanischer Cultural Studies und Visual Cultural Studies, die auch seine Arbeit als Popmusikkritiker prägt. In der Rekonstruktion von Theorien künstlerischer Kompetenz im Frankreich des 18. und frühen 19. Jahrhundert im Zuge seiner Dissertation Künstlerwissen (Johann Wolfgang Goethe-Universität, Frankfurt am Main, 1995; als Buch 1998) begründet sich das Interesse an Fragen von Wissensprozessen und Wissenspolitiken in der bildenden Kunst. Weitere Themen, u. a.: Genealogien des Glamour, Politiken und Technologien des militärischen Bildes, Stadt und Migration, die visuelle Kultur des Pädagogischen, Architekturen der Lehre und Forschung, Geschichte und Kritik der Psychometrie, die Rechtsform des Bildes, die Beziehung von Kunst und Politik.

## Publikationen
Holert lieferte Beiträge zu kulturtheoretischen Sammelbänden und zu Kunstkatalogen u. a. anlässlich von Ausstellungen von Jeroen de Rijke / Willem de Rooij, Nicole Wermers, Bettina Pousttchi, Katja Davar, Mathias Poledna, Mark Lewis, Peter Zimmermann, Jeanne Faust, Sanja Iveković, Omer Fast, Stephen Willats, Julian Göthe, Wolfgang Tillmans, Mirjam Thomann, Július Koller, Wendelien van Oldenburgh, Clemens von Wedemeyer, Thomas Bayrle, James Rosenquist, Paul Neagu, Tony Cokes, Khalil Rabah, Candice Breitz und Danica Dakić.
Er schrieb kunstkritische und kulturtheoretische Essays für verschiedene Periodika wie Texte zur Kunst, Artforum, Camera Austria, taz, Bidoun, Süddeutsche Zeitung, Jungle World, e-flux journal, Literaturen, Der Freitag, Pop. Kultur + Kritik, WestEnd. Neue Zeitschrift für Sozialforschung, Cargo. Film/Medien/Kultur, Critique d'art, ARTMargins, Zeitschrift für Kunstgeschichte, kritische berichte und arch+.

## Künstlerisches Werk
Mit künstlerischen Arbeiten war Holert u. a. beteiligt an „Mimétisme“ (Extra City, Antwerp, 2007), „Manifesta 7“ (Trento 2008), „Fake or Feint“ (Berlin 2009), „Modernologies“ (MACBA, Barcelona, 2009, und Museum für moderne Kunst in Warschau, 2010), „8th Gwangju Biennale“ (Gwangju, Südkorea, 2010), „Forum Expanded“ (Berlinale, 2011), „Animismus“ (Haus der Kulturen der Welt, Berlin, 2012; e-flux, New York, 2012; OCAT, Shenzen, 2013), „Escape Transparency“ (Vienna Biennial, MAK, 2015).

## Ausstellungen als Kurator
Zu den von Holert kuratierten Ausstellungen zählen:
- „The Future Has a Silver Lining. Genealogies of Glamour“ (mit Heike Munder); Migros Museum für Gegenwartskunst, Zürich (2004);
- „PALINDROM. Oben und unten mit Rex Whistler & Friends“ (mit Michael Dreyer), Hermes und der Pfau, Stuttgart (2009);
- „Learning Laboratories: Architecture, Instructional Technology, and the Social Production of Pedagogical Space Around 1970“, bak (basis voor actuele kunst), Utrecht (2016–2017);
- „Neolithische Kindheit. Kunst in einer falschen Gegenwart, ca. 1930“ (mit Anselm Franke), HKW, Berlin (2018);
- „Bildungsschock. Lernen, Politik und Architektur in den 1960er und 1970er Jahren“, HKW, Berlin (2021).

## Schriften (Auswahl)

### Monografien
- Künstlerwissen. Studien zur Semantik künstlerischer Kompetenz im Frankreich des 18. und frühen 19. Jahrhunderts. München: Wilhelm Fink 1998, ISBN 978-3-7705-3181-3
- Mit Mark Terkessidis: Entsichert. Krieg als Massenkultur im 21. Jahrhundert. Köln: Kiepenheuer & Witsch 2002, ISBN 978-3-462-03163-8
- Mit Mark Terkessidis: Fliehkraft: Gesellschaft in Bewegung – von Migranten und Touristen. Köln: Kiepenheuer & Witsch 2006, ISBN 3-462-03743-9
- Marc Camille Chaimowicz: Celebration? Realife [One Work]. London und Cambridge, MA: Afterall/MIT Press 2007, ISBN 978-1-84638-029-7
- Regieren im Bildraum. Berlin: b-books. 2008, ISBN 3-933557-79-8
- Mit Petja Dimitrova, Eva Egermann, Jens Kastner und Johanna Schaffer: Regime: Wie Dominanz organisiert und Ausdruck formalisiert wird. Münster: edition assemblage 2012, ISBN 978-3-942885-11-9
- Deadwood. Zürich und Berlin: diaphanes 2013, ISBN 978-3-03734-383-8
- Übergriffe. Zustände und Zuständigkeiten der Gegenwartskunst. Hamburg: Philo Fine Arts 2014, ISBN 978-3-86572-688-9
- Knowledge Beside Itself. Contemporary Art's Epistemic Politics. Berlin: Sternberg Press 2020, ISBN 978-3-943365-97-9
- Politics of Learning, Politics of Space. Architecture and the Education Shock of the 1960s and 1970s. Berlin: De Gruyter 2021, ISBN 978-3-11-071094-6
- „ca. 1972“. Gewalt – Umwelt – Identität – Methode. Leipzig: Spector Books 2024, ISBN 978-3-95905-571-0[3]

### Als Herausgeber
- Hrsg. mit Mark Terkessidis: Mainstream der Minderheiten. Pop in der Kontrollgesellschaft. Berlin: Ed. ID-Archiv 1996, ISBN 3-89408-059-0
- Hrsg. Imagineering. Visuelle Kultur und Politik der Sichtbarkeit. Köln: Oktagon 2000, ISBN 978-3-89611-094-7
- Hrsg. mit Marion von Osten: Das Erziehungsbild: Zur visuellen Kultur des Pädagogischen. Wien: Schlebrügge.Editor 2010, ISBN 978-3-85160-183-1
- Hrsg. mit Carola Dertnig, Diedrich Diederichsen, Johannes Porsch, Johanna Schaffer, Stefanie Seibold, Axel Stockburger: Troubling Research. Performing Knowledge in the Arts. Berlin: Sternberg Press 2014, ISBN 978-3-95679-020-1
- Hrsg. mit Maria Hlavajova: Marion von Osten: Once We Were Artists (A BAK Critical Reader in Artists’ Practice). Utrecht/Amsterdam: bak (basis voor actuele kunst)/Valiz 2017, ISBN 978-94-92095-14-5
- Hrsg. mit Anselm Franke: Neolithische Kindheit. Kunst in einer falschen Gegenwart, ca. 1930. Zürich/Berlin: diaphanes 2018, ISBN 978-3-0358-0119-4
  - engl. Neolithic Childhood. Art in a False Present, c. 1930, ISBN 978-3-0358-0106-4
- Hrsg. mit Haus der Kulturen der Welt: Bildungsschock. Lernen, Politik und Architektur in den 1960er und 1970er Jahren. Berlin: De Gruyter 2020, ISBN 978-3-11-070126-5
- Hrsg. Unregelmäßig, nicht regellos. Texte 1986–2000 [= Harun Farocki, Schriften. Band 5]. Berlin/Köln: n.b.k./Harun Farocki Institut/Verlag der Buchhandlung Walther und Franz König 2021, ISBN 978-3-96098-990-5
- Hrsg. mit Manca Bajec und Marquard Smith: Pause. Fervour. Reflections on a Pandemic. Harun Farocki Institut & Journal of Visual Culture. Berlin/London: Harun Farocki Institut & Journal of Visual Culture 2021, ISBN 978-1-5272-9544-5
- Hrsg. mit Doreen Mende: Navigation Beyond Vision. New York und London: e-flux journal und Sternberg Press 2023, ISBN 978-3-95679-565-7
- Hrsg. Pierre Bourdieu, Fragen zur Kunst von & mit Studierenden einer Kunsthochschule, die infrage gestellt wird / Questions on Art for and with Students at an Art School Called into Question. Hamburg: Materialverlag HFBK 2024, ISBN 978-3-944954-80-6.
- Hrsg. mit Sezgin Boynik: Ingemo Engström/Harun Farocki. About Narration (1975). Materials, Comments, Interventions. Helsinki und Berlin: Rab Rab Press und Harun Farocki Institut 2024, ISBN 978-952-65183-9-8